# Edmund Weigert
Edmund Weigert (11. prosince 1927 – 4. ledna 2016) je bývalý český fotbalista, obránce. V sezóně 1960/61 byl hrajícím trenérem Slovanu Teplice.

## Fotbalová kariéra
V československé lize hrál za Ingstav Teplice a Spartak Ústí nad Labem. Nastoupil ve 32 ligových utkáních a dal 1 gól.

## Ligová bilance
| Ročník                                    | Zápasy | Góly | Klub                   |
| ----------------------------------------- | ------ | ---- | ---------------------- |
| Mistrovství československé republiky 1952 | 6      | 0    | Ingstav Teplice        |
| 1. československá fotbalová liga 1958/59  | 26     | 1    | Spartak Ústí nad Labem |
| CELKEM                                    | 32     | 1    |                        |